# N615 (België)
De N615 is een kleine gewestweg die Berloz met Hollogne-sur-Geer verbindt. De weg loopt geheel in de Belgische provincie Luik. De weg heeft ook een oprit voor de A3 E40. De route heeft een lengte van ongeveer 4 kilometer en is voor een deel niet toegankelijk voor autoverkeer.